# Nicolas Vouilloz (calciatore)
Nicolas Vouilloz (Chêne-Bougeries, 11 maggio 2001) è un calciatore svizzero, difensore del Basilea.

## Carriera

### Club
Cresciuto nel settore giovanile del Servette, il 7 febbraio 2019 ha firmato il primo contratto professionistico, di durata triennale; ha esordito in prima squadra il 24 giugno 2020, nella partita di Super League pareggiata per 1-1 contro il Sion. Il 24 agosto 2021 prolunga con i granata fino al 2024. Il 18 dicembre, in occasione della partita contro il Lucerna, segna di testa la sua prima rete in campionato su assist di Miroslav Stevanovic.

### Nazionale
Ha giocato nelle nazionali giovanili svizzere Under-16, Under-17, Under-18, Under-20 ed Under-21.

## Statistiche

### Presenze e reti nei club
Statistiche aggiornate al 4 dicembre 2021.
| Stagione        | Squadra         | Campionato      | Campionato | Campionato | Coppe nazionali | Coppe nazionali | Coppe nazionali | Coppe continentali | Coppe continentali | Coppe continentali | Altre coppe | Altre coppe | Altre coppe | Totale | Totale | Totale |
| Stagione        | Squadra         | Comp            | Pres       | Reti       | Comp            | Pres            | Reti            | Comp               | Pres               | Reti               | Comp        | Pres        | Reti        | Pres   | Reti   |        |
| --------------- | --------------- | --------------- | ---------- | ---------- | --------------- | --------------- | --------------- | ------------------ | ------------------ | ------------------ | ----------- | ----------- | ----------- | ------ | ------ | ------ |
| 2019-2020       | Servette        | SL              | 9          | 0          | CS              | 0               | 0               | -                  | -                  | -                  | -           | -           | -           | 9      | 0      |        |
| 2020-2021       | Servette        | SL              | 10         | 0          | CS              | 1               | 0               | UEL                | 0                  | 0                  | -           | -           | -           | 11     | 0      |        |
| 2021-2022       | Servette        | SL              | 6          | 0          | CS              | 3               | 0               | UECL               | 0                  | 0                  | -           | -           | -           | 9      | 0      |        |
| Totale carriera | Totale carriera | Totale carriera | 25         | 0          |                 | 4               | 0               |                    | 0                  | 0                  |             | -           | -           | 29     | 0      |        |

### Cronologia presenze e reti in nazionale
| Cronologia completa delle presenze e delle reti in nazionale ― Svizzera under 21 | Cronologia completa delle presenze e delle reti in nazionale ― Svizzera under 21 | Cronologia completa delle presenze e delle reti in nazionale ― Svizzera under 21 | Cronologia completa delle presenze e delle reti in nazionale ― Svizzera under 21 | Cronologia completa delle presenze e delle reti in nazionale ― Svizzera under 21 | Cronologia completa delle presenze e delle reti in nazionale ― Svizzera under 21 | Cronologia completa delle presenze e delle reti in nazionale ― Svizzera under 21 | Cronologia completa delle presenze e delle reti in nazionale ― Svizzera under 21 |
| Data                                                                             | Città                                                                            | In casa                                                                          | Risultato                                                                        | Ospiti                                                                           | Competizione                                                                     | Reti                                                                             | Note                                                                             |
| -------------------------------------------------------------------------------- | -------------------------------------------------------------------------------- | -------------------------------------------------------------------------------- | -------------------------------------------------------------------------------- | -------------------------------------------------------------------------------- | -------------------------------------------------------------------------------- | -------------------------------------------------------------------------------- | -------------------------------------------------------------------------------- |
| 30-5-2021                                                                        | Marbella                                                                         | Svizzera under 21                                                                | 2 – 0                                                                            | Irlanda under 21                                                                 | Amichevole                                                                       | -                                                                                | 46’                                                                              |
| 12-11-2021                                                                       | Thun                                                                             | Svizzera under 21                                                                | 2 – 0                                                                            | Moldavia under 21                                                                | Qual. Europeo Under-21 2023                                                      | -                                                                                |                                                                                  |
| 16-11-2021                                                                       | Newport                                                                          | Galles under 21                                                                  | 0 – 1                                                                            | Svizzera under 21                                                                | Qual. Europeo Under-21 2023                                                      | -                                                                                |                                                                                  |
| Totale                                                                           |                                                                                  | Presenze                                                                         | 3                                                                                |                                                                                  | Reti                                                                             | 0                                                                                |                                                                                  |

## Palmarès
- Campionato svizzero: 1

Basilea: 2024-2025
- Coppa Svizzera: 1

Basilea: 2024-2025